# Raiponce et le Prince aventurier
Raiponce et le Prince aventurier est une comédie musicale, sur une musique de Julien Salvia, des paroles de Ludovic-Alexandre Vidal et un livret d'Anthony Michineau.
Adaptation libre du conte des frères Grimm, le spectacle est mis en scène pour la première fois en France par Guillaume Bouchède à l'Espace Pierre Cardin en 2014   avant de reprendre au Théâtre de la Porte-Saint-Martin en 2015.
La distribution originale est composée entre autres de Mathilde Hennekinne (Raiponce), Julien Salvia (le Prince aventurier), Marie Glorieux (Erébia) et Antoine  Lelandais (Olaf)
,.

## Synopsis

### Acte I
Tout commence au temps du roi Hodas, qui avait deux filles, Laouna et Erébia. Pour décider de celle qui lui succèderait, et à qui il lèguerait une magie très puissante, il fit éditer la loi suivante : la première des deux qui embrasserait un prince deviendrait reine, et hériterait de la magie éternelle. Un jour, alors qu’Erébia s’apprêtait à embrasser le prince Pilik qu'elle venait de rencontrer, Laouna arriva, et le prince décida finalement de la choisir elle. Erébia, folle de rage, décida de se venger. Quelque temps plus tard, Laouna mit au monde une jolie petite princesse, Raiponce, à qui Laouna confia la magie éternelle, grâce à laquelle le royaume était en paix. Quand Erébia apprit par Aspic, homme au cœur impur transi d'amour pour elle, qu’elle pouvait récupérer le pouvoir de l’enfant en lui coupant une mèche de cheveux tous les jours, elle enleva la petite, l'enferma en haut d'une tour et commença à plonger le royaume dans la terreur (Prologue).
20 ans plus tard, Raiponce est devenue une jeune fille à la très longue chevelure. Elle vit seule en haut de sa tour et attend en vain le jour qui pourrait enfin venir changer son quotidien (Belle Journée). Elle trompe son ennui avec un petit écureuil, Virgule, qui vient lui rendre visite tous les jours. Et tous les jours, il lui ramène la page d’un livre qu’elle lit à haute voix, le livre de Gilford… C’est là son unique façon de s’évader, et elle s’identifie aux héros, rêvant qu’elle aussi pourrait vivre ces aventures.
Une seule autre personne vient lui rendre visite : Erébia (La Comptine d'Erebia). La perfide Erébia ment à Raiponce depuis sa naissance : elle lui fait croire qu’elle veille sur elle, et que si elle la garde en haut de la tour, c'est pour son bien (C'est pour ton bien).
Après avoir coupé une mèche de cheveux à Raiponce, Erébia quitte la tour non sans avoir fait culpabiliser une fois de plus la jeune fille d’être la cause de son propre malheur. Pourtant Raiponce est une optimiste ; elle sait qu’un jour elle sortira, qu’elle vivra ses grandes aventures, et surtout qu’elle rencontrera le prince charmant qui lui ressemblera… (Un jour mon prince viendra).
Dans un royaume voisin, on découvre un jeune prince, justement : il est sympathique et rêve d’aventures, de monstres et de dragons… Or son peuple est peureux et préfèrerait un Prince moins téméraire et qui se contente de rester dans le Royaume. Plus frileux encore, Olaf est le serviteur du Prince. C'est un couard fini, et il n’en peut plus d’être sans cesse embarqué dans les nouvelles aventures de son maître (Bravoure).
Alors que le Prince a décidé de s’aventurer dans le Royaume Interdit (le royaume d’Erébia, celui dans lequel se trouve la tour de Raiponce) pour la première fois, il entend une voix venant du lointain. Mais quand il veut découvrir d'où vient cette voix, Olaf lui fait remarquer que le Roi son père avait exigé qu'il soit présent au château pour rencontrer des « noblettes », des jeunes femmes de bonne famille, parmi lesquelles il devrait trouver sa future épouse... Tous deux retournent au château, craignant la colère du Roi.
Après s’être fait remonter les bretelles, Le Prince assiste avec Olaf au défilé des trois noblettes (Le Défilé des noblettes) mais aucune ne semble trouver grâce à son cœur. Olaf, en revanche, tombe sous le charme de la troisième d’entre elles, la Comtesse de Beurk. Le coup de foudre est réciproque (Crapoutous).
Le Prince, toujours suivi d’Olaf, retourne dans le Royaume Interdit. Là, il croise Virgule, l’écureuil de Raiponce, qui effraie Olaf (ce dernier a une véritable phobie des écureuils). Tout à coup, l'animal force les deux hommes à se cacher, surprenant l’arrivée d’Erébia. Cette dernière appelle Raiponce, qui lui lance ses cheveux.
Le Prince découvre alors l’existence de la tour, et la façon d’y monter. Utilisant le même procédé qu’Erébia, il décide, une fois la méchante reine partie, d’aller voir là-haut (La Comptine du prince) ce qui s’y passe... En haut de la tour, Le prince rencontre Raiponce. Si la jeune femme est sur la défensive au premier abord, ils vont très vite se plaire, et se l’avouer (Ce trouble en moi).Mais lorsque Raiponce découvre que le prince n’est pas seul, et qu’Olaf est au pied de la tour, elle demande au Prince de partir, de peur qu'Erébia ne découvre leur présence. Le prince s’exécute, non sans avoir promis de revenir…
Sur le chemin du retour, le Prince décide de suivre Virgule au travers de la forêt, pensant peut-être que l'animal le mènera vers de nouvelles aventures. Ils débarquent ainsi dans une vieille cordonnerie, dans laquelle l'homme qui tient la  boutique se fait agresser par Aspic, l’homme de main d’Erébia… Le Prince sauve la vie du cordonnier, et exige d’Aspic qu’il parte sur-le-champ.
Aspic, qui a entendu que le Prince vient de rencontrer une jeune femme en haut d’une tour, s'en va, tandis que le cordonnier, comprenant que la jeune femme n'est autre que Raiponce, demande au Prince de le suivre...
Il l'entraine dans un vieux magasin de jouets où se cachent les Rebelles du Royaume Interdit. Ceux-ci sont fous de joie en découvrant le Prince (La Vie du bon côté) : Ils savent désormais où est retenue la Princesse Raiponce. Callia, une jeune Rebelle énergique et volubile, explique au jeune aventurier le moyen de se débarrasser de la méchante Erébia : il suffit que Raiponce embrasse un Prince d'un baiser d'amour pour annuler tous les pouvoirs d' Erébia et sauver le Royaume de Raiponce. Néanmoins, Callia met le Prince en garde : si c’est Erébia qui reçoit avant le baiser d'amour d'un Prince, alors la Magie éternelle lui reviendra pour toujours, et elle pourra l'utiliser pour conquérir le monde.
Sur l'insistance des Rebelles, le Prince décide alors d’aller embrasser Raiponce pour sauver le monde de la méchante Reine.
Au même moment, Aspic arrive dans la tanière d’Erébia, et lui révèle qu'un Prince se trouve dans le Royaume à l'instant où il lui parle… Celle-ci, perfide, déclare qu’elle va aller dissuader Raiponce de l’embrasser, pour le cas où la jeune fille croiserait ce Prince avant elle (Le Baiser d'amour) !
Le Prince rejoint Raiponce en haut de la tour (La Comptine du prince, reprise) : il lui dit qu’Erébia n’est pas ce qu’elle prétend, et qu’elle lui a toujours menti… Puis il lui parle du baiser, mais quand il s’apprête à embrasser la jeune femme, Erébia débarque. Le Prince se cache et n’entend plus rien dans sa cachette; lorsqu’Erébia arrive en haut de la tour (La Comptine d'Erébia, reprise), elle fait une scène à Raiponce, cherchant à voir si le Prince était déjà venu l’embrasser. Puis elle lui ment, affirmant que Raiponce aurait sur elle une terrible malédiction : si elle venait à embrasser un Prince Charmant, celui-ci mourrait instantanément. Erébia partie, le Prince sort de sa cachette ; mais quand il veut embrasser Raiponce, celle-ci se dérobe. Un peu triste, un peu vexé, le Prince dit à Raiponce qu’il reviendra la chercher le soir-même… (Ce trouble en moi, reprise). Le Prince débarque en trombe dans la salle du trône où la Comtesse de Beurk faisait répéter la Duchesse de Cramoisi et la Baronne de Cafouillis (les deux autres noblettes éconduites par le Prince) afin de leur faire rencontrer le succès en amour (Crapoutous, reprise).
Le Prince vient annoncer à son père qu’il a enfin trouvé la femme de sa vie. Le Roi s’apprête alors à célébrer ce moment en grande pompe, quand Olaf lâche maladroitement que le Prince et lui ont trouvé la jeune femme dans le Royaume Interdit. Là où il faut faire très attention que le Prince n'embrasse pas la sorcière Erébia, car un simple baiser pourrait mettre en danger le monde entier… Pris de panique, le propre peuple du Prince l’enferme dans un cachot, avec Olaf. Dans sa tour, Raiponce n’en peut plus d’attendre et, de peur qu’il ne lui soit arrivé quelque chose, elle trouve le courage de sortir pour retrouver son Prince. Tandis que dans sa tanière, Erébia fomente un plan maléfique pour embrasser le Prince et récupérer à tout jamais, et pour elle seule, la Magie Eternelle… (Final acte 1)

### Acte II
Le peuple du royaume du Prince est en émoi : le Prince et Olaf se sont échappés ! Pris de panique, le peuple part à leur recherche (La Rumeur). En fait, c’est la Comtesse de Beurk qui est allée libérer Olaf, son Crapoutou, ainsi que le Prince. Ce dernier décide de repartir pour aller chercher sa Raiponce. Olaf, à nouveau malgré lui, repart à ses côtés (Crapoutous tragiques).
Raiponce est maintenant sortie de sa tour, et ce qu’elle découvre la désespère… Elle qui avait toujours imaginé que le monde sous ses pieds était vert et florissant, elle découvre un royaume dévasté… Elle pleure les fleurs et les oiseaux dont elle rêvait, et qu’elle ne connaissait que par les livres (Mon rêve).
C’est alors que Callia, la jeune Rebelle, arrive. Elle n’en pouvait plus d’attendre, et avait suivi l’écureuil pour retrouver la tour de Raiponce. Immédiatement, Callia et Raiponce sont complices, et les deux jeunes filles décident qu’elles seront amies pour la vie (Toi et Moi). Callia demande à Raiponce de la suivre, elle va lui présenter son groupe d’amis Rebelles. Raiponce demande à Virgule de rester en bas de la tour, et de venir la prévenir si le Prince venait à débarquer.
Dans sa tanière, Erébia sait maintenant comment récupérer les pouvoirs : il lui faut un élixir d’amour. Ainsi elle aura son baiser d’amour avec le Prince, et pourra récupérer pour toujours la Magie Eternelle. Aspic, amoureux d’elle depuis toujours, essaie bien de la dissuader, mais rien n’y fait : elle fera boire au Prince son élixir d’amour (L'Élixir d'amour).
Les Rebelles sont au comble du bonheur de rencontrer Raiponce. Il faut désormais qu’elle embrasse le Prince – ils s’étonnent même que ça ne soit pas déjà fait – et tous leurs malheurs seront derrière eux (Embrasse un prince). Raiponce leur dit que ça n’est pas possible, qu’elle n’embrasserait jamais le Prince : ce baiser le tuerait ! Callia, désespérée, lui dit qu’elle avait toujours cru qu'un jour le Royaume serait délivré du règne de la maléfique Erébia, mais que sans ce baiser d'amour, il n’y a désormais plus aucun espoir… (J'y ai cru)
De son côté, le Prince arrive en bas de la tour, mais au moment où il voit Virgule, Erébia, Aspic et ses hommes le font prisonnier (tandis qu’Olaf tombe dans les pommes). Virgule s’enfuit. Erébia fait alors boire au Prince son élixir d’Amour… Quelques minutes, le temps que l’élixir fasse son effet sur le Prince, et celui-ci sera amoureux d'elle… (L'Élixir d'amour, reprise)
De retour au magasin de jouets, Raiponce dit aux Rebelles qu’elle pensait qu’en-dehors de la tour, tout serait plus simple et plus beau, comme dans le livre de Gilford... Comme elle ne connaît pas la chanson de Gilford (une chanson au pouvoir magique dans le livre de Gilford, dont elle ne connaît que les paroles), tous les Rebelles se mettent à la chanter… (La Chanson de Gilford) C’est alors que la Magie Eternelle enfouie à l'intérieur de Raiponce s'exprime. Callia et les autres Rebelles comprennent alors à quel point le pouvoir de Raiponce est immense : Raiponce peut sûrement utiliser la chanson de Gilford pour défaire les sortilèges d'Erébia. C'est à ce moment que Virgule arrive et prévient Raiponce que le Prince est en danger en bas de la tour.
Tous partent pour l’ultime combat contre Erébia…  L’élixir d’amour fait enfin effet ; Erébia boit une gorgée à son tour, et au moment où les Rebelles arrivent, avec Callia et Raiponce, elle est sur le point d’embrasser le Prince. Le combat commence (La Bataille). Callia est mortellement blessée par Aspic. Olaf sauve le Prince d’un geste héroïque et inespéré… Au moment où le Prince va pour embrasser Erébia, Raiponce le convainc de ne pas le faire, grâce au pouvoir de la chanson de Gilford. Erébia, vaincue, disparaît en fumée. Raiponce se retourne vers son amie Callia… Celle-ci est sur le point de mourir. Raiponce lui donne alors la Magie éternelle, pour la sauver (J'y ai cru, reprise).
On découvre alors la Baronne de Cafouillis et la Duchesse de Cramoisi en train de se préparer pour être les demoiselles d'honneur d'un grand mariage. Contrairement à ce qu'on pourrait penser, ce mariage n’est pas celui de Raiponce et du Prince, mais celui d’Olaf et de la Comtesse de Beurk. Raiponce retrouve son père et sa mère, désormais libérés par la mort d’Erébia. Mais surtout, les deux demoiselles d’honneur ont préparé un petit numéro hommage aux mariés pour égayer la noce et tout ce petit monde célèbre dans la joie et la bonne humeur. (Final)

## Équipe créative

### Auteurs
- Musique : Julien Salvia[5]
- Paroles : Ludovic-Alexandre Vidal
- Livret : Anthony Michineau

### Mise en scène et chorégraphie françaises
- Mise en Scène : Guillaume Bouchède
- Chorégraphie : Linda Faoro
- Maître d'Armes : François Rostain
- Assistant à la Mise en Scène : Nicolas Soulié

### Son et visuel français
- Orchestration : David Bawiec
- Sound design : Vincent Portier
- Conception Lumière : Denis Koransky
- Scénographie : Juliette Azzopardi
- Costumes : Virgine Stucki et Sandrine Lucas
- Perruques : Antoine Wauquier

## Distribution

### Première saison (Espace Pierre Cardin)
- Mathilde Hennekinne : Raiponce
- Julien Salvia : Le Prince Aventurier
- Marie Glorieux : Erébia
- Antoine Lelandais : Olaf
- Margaux Maillet: Callia
- Anthony Michineau : Virgule
- Dalia Constantin : Comtesse de Beurk
- Fabian Ballarin : Aspic
- Charlotte Hervieux : Duchesse de Cramoisi
- Laura Bensimon : Baronne de Cafouillis
- Alexandre Jérôme Boulard : Pilik
- Adélina Belgodère : Laouna
- Gilles Vajou : Le Roi
- Hervé Lewandowski : Le Cordonnier

### Deuxième saison (Théâtre de la Porte-Saint-Martin)
- Marine Llado : Raiponce
- Julien Salvia : Le Prince Aventurier
- Marie Glorieux : Erébia
- Antoine Lelandais : Olaf
- Margaux Maillet: Callia
- Anthony Michineau : Virgule
- Dalia Constantin (Alternante : Marion Belhamou) : Comtesse de Beurk
- Pierre Samuel : Aspic
- Charlotte Hervieux : Duchesse de Cramoisi
- Marion Belhamou (alternante : Laura Bensimon) : Baronne de Cafouillis
- Benoit Cauden : Prince Pilik
- Adélina Belgodère : la Princesse Laouna
- Gilles Vajou : Le Roi
- Hervé Lewandowski : Le Cordonnier

## Numéros musicaux
L'album du spectacle est sorti en 2015, avec les interprètes de la saison 1.
| No  | Titre                                               | Personnages                                                                                         | Durée |
| --- | --------------------------------------------------- | --------------------------------------------------------------------------------------------------- | ----- |
| 1.  | Prologue                                            | Erebia, Laouna, Pilik, Aspic, Ensemble                                                              |       |
| 2.  | Belle Journée                                       | Raiponce                                                                                            |       |
| 3.  | La Comptine d'Erébia                                | Erébia, Ensemble Féminin                                                                            |       |
| 4.  | C'est Pour Ton Bien                                 | Erébia, Raiponce                                                                                    |       |
| 5.  | Un Jour Mon Prince Viendra                          | Raiponce, Virgule                                                                                   |       |
| 6.  | Bravoure                                            | Le Prince, Olaf, Ensemble                                                                           |       |
| 7.  | Le Défilé Des Noblettes                             | Duchesse de Cramoisi, Baronne de Cafouillis, Comtesse de Beurk                                      |       |
| 8.  | Crapoutous                                          | Comtesse de Beurk, Olaf                                                                             |       |
| 9.  | Bravoure (Reprise) / La Comptine Du Prince          | Le Prince, Olaf                                                                                     |       |
| 10. | Ce Trouble En Moi                                   | Raiponce, Le Prince                                                                                 |       |
| 11. | Voir La Vie Du Bon Côté                             | Cailla, Ensemble                                                                                    |       |
| 12. | Le Baiser d'Amour / La Comptine du Prince (Reprise) | Erébia, Le Prince                                                                                   |       |
| 13. | La Comptine d'Erébia (Reprise)                      | Erébia, Ensemble Féminin                                                                            |       |
| 14. | Ce Trouble En Moi (Reprise)                         | Raiponce, Le Prince                                                                                 |       |
| 15. | Crapoutous (Reprise)                                | Comtesse de Beurk, Duchesse de Cramoisi, Baronne de Cafouillis                                      |       |
| 16. | Final Acte 1                                        | Le Prince, Raiponce, Erebia, Ensemble                                                               |       |
| 17. | La Rumeur                                           | Ensemble                                                                                            |       |
| 18. | Crapoutous Tragique                                 | Olaf, Comtesse de Beurk                                                                             |       |
| 20. | Mon Rêve                                            | Raiponce                                                                                            |       |
| 21. | Toi Et Moi                                          | Callia, Raiponce                                                                                    |       |
| 22. | L'Elixir d'Amour                                    | Erébia                                                                                              |       |
| 23. | Embrasse Un Prince                                  | Ensemble                                                                                            |       |
| 24. | J'y Ai Cru                                          | Callia                                                                                              |       |
| 25. | L'Elixir d'Amour (Reprise)                          | Erébia                                                                                              |       |
| 26. | La Chanson De Gilford                               | Ensemble                                                                                            |       |
| 27. | La Bataille                                         | Erébia, Raiponce, Le Prince, Ensemble                                                               |       |
| 28. | J'y Ai Cru (Reprise)                                | Callia, Raiponce                                                                                    |       |
| 29. | Final                                               | Duchesse de Cramoisi, Baronne de Cafouillis, Comtesse de Beurk, Olaf, Raiponce, Le Prince, Ensemble |       |

## Vie du spectacle
Avant sa production professionnelle, le spectacle avait fait l'objet d'une première lecture en 2012 au Théâtre des Béliers Parisiens .
La première saison commence le 4 octobre 2014 à l'Espace Pierre Cardin. Le spectacle est très bien accueilli par le public et la presse, aussi bien spécialisée que généraliste ,,,,,,,,.
Le spectacle reprend ensuite pour une deuxième saison à Paris du 3 octobre 2015 au 6 mars 2016, au Théâtre de la Porte-Saint-Martin .
En 2016, le spectacle est nommé dans la catégorie Meilleur spectacle Jeune public aux Molières.